# Moritz von Auffenberg
Pour les articles homonymes, voir Auffenberg.
Moritz Friedrich Joseph Eugen Auffenberg (après 1869 Moritz Ritter von Auffenberg, après 1915 Moritz Freiherr Auffenberg von Komarów), né le 22 mai 1852 et décédé le 18 mai 1928, est un officier supérieur austro-hongrois qui occupe avant la Première Guerre mondiale le poste de ministre de la Guerre. Au déclenchement du conflit, il prend le commandement de la 4e armée austro-hongroise. Il est limogé à la suite de la défaite de Rawa Ruska et n'aura plus de poste de commandement pour le restant du conflit.

## Biographie

### Premières années
Moritz Auffenberg est né le 22 mai 1852 à Troppau, il est issu d'une famille de fonctionnaires. En 1869, son père est anobli, il est fait « Chevalier » (Ritter von Auffenberg). En 1878, à l'âge de 19 ans, Auffenberg s'engage dans l'armée avec le grade de lieutenant, il participe à la campagne d'occupation de la Bosnie sous les ordres du feld-maréchal Joseph Philippovich von Philippsberg (de).
En 1900, Auffenberg obtient le grade de Generalmajor ; il est Feldmarschall-Leutnant en 1905 puis General der Infanterie en 1910. Le 19 septembre 1911, Auffenberg est nommé ministre de la guerre grâce à l'influence du prince héritier François-Ferdinand d'Autriche. Il fait adopter une nouvelle Loi de défense pour renforcer l'armée, il est cependant démis de ses fonctions par l'empereur François-Joseph Ier d'Autriche après des différends avec ce dernier.

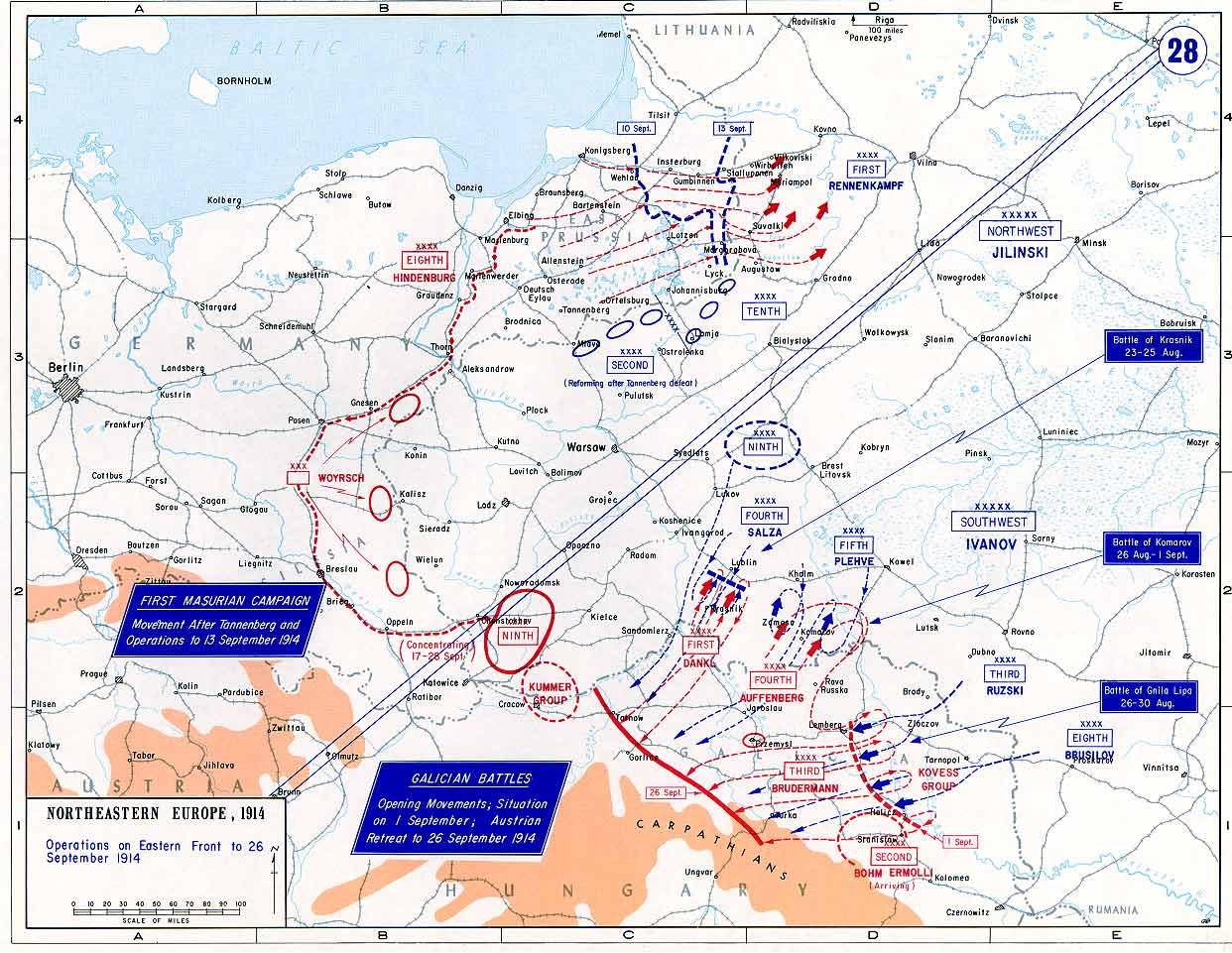
La 4e armée lors des débuts de la guerre sur le front est.

### Première Guerre mondiale
Au déclenchement de la guerre, Auffenberg est nommé à la tête de la 4e armée austro-hongroise, il sort vainqueur de première confrontation du 26 août au 2 septembre avec les troupes russes à Komarow. Il est ensuite engagé dans la bataille de Rava-Rouska et défait par l'armée impériale russe. Considéré comme le responsable de cet échec, il est limogé le 30 septembre 1914 et remplacé par Joseph-Ferdinand de Habsbourg-Toscane à la tête de la 4e armée austro-hongroise. Auffenberg n'obtient plus de commandement actif pour le restant du conflit. Le 22 avril 1916, le nouvel empereur Charles Ier d'Autriche lui donne le titre de Freiherr et le prédicat de Komarów en l'honneur de sa dernière victoire.

## Écrits
- Aus Österreich-Ungarns Teilnahme am Weltkrieg (De la participation de l'Autriche-Hongrie à la guerre mondiale), Berlin, Ullstein, 1920.
- Aus Österreich-Ungarns Höhe und Niedergang - Eine Lebensschilderung (De la gloire et la chute de l'Autriche-Hongrie – une biographie), Munich, 1921.